# Träslövs kyrka
Träslövs kyrka är en kyrkobyggnad som ligger strax öster om centralorten i Varbergs kommun. Den tillhör Träslövs församling  i Göteborgs stift. 
Nuvarande kyrka i nyklassicistisk stil uppfördes 1850 och ersatte en medeltida kyrka som låg två kilometer åt nordost.

## Medeltidskyrkan

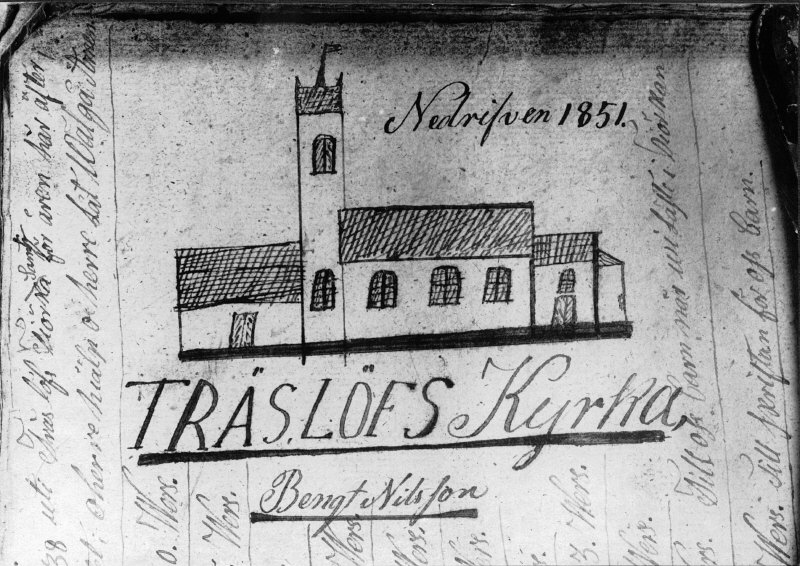
Teckning av den gamla kyrkan
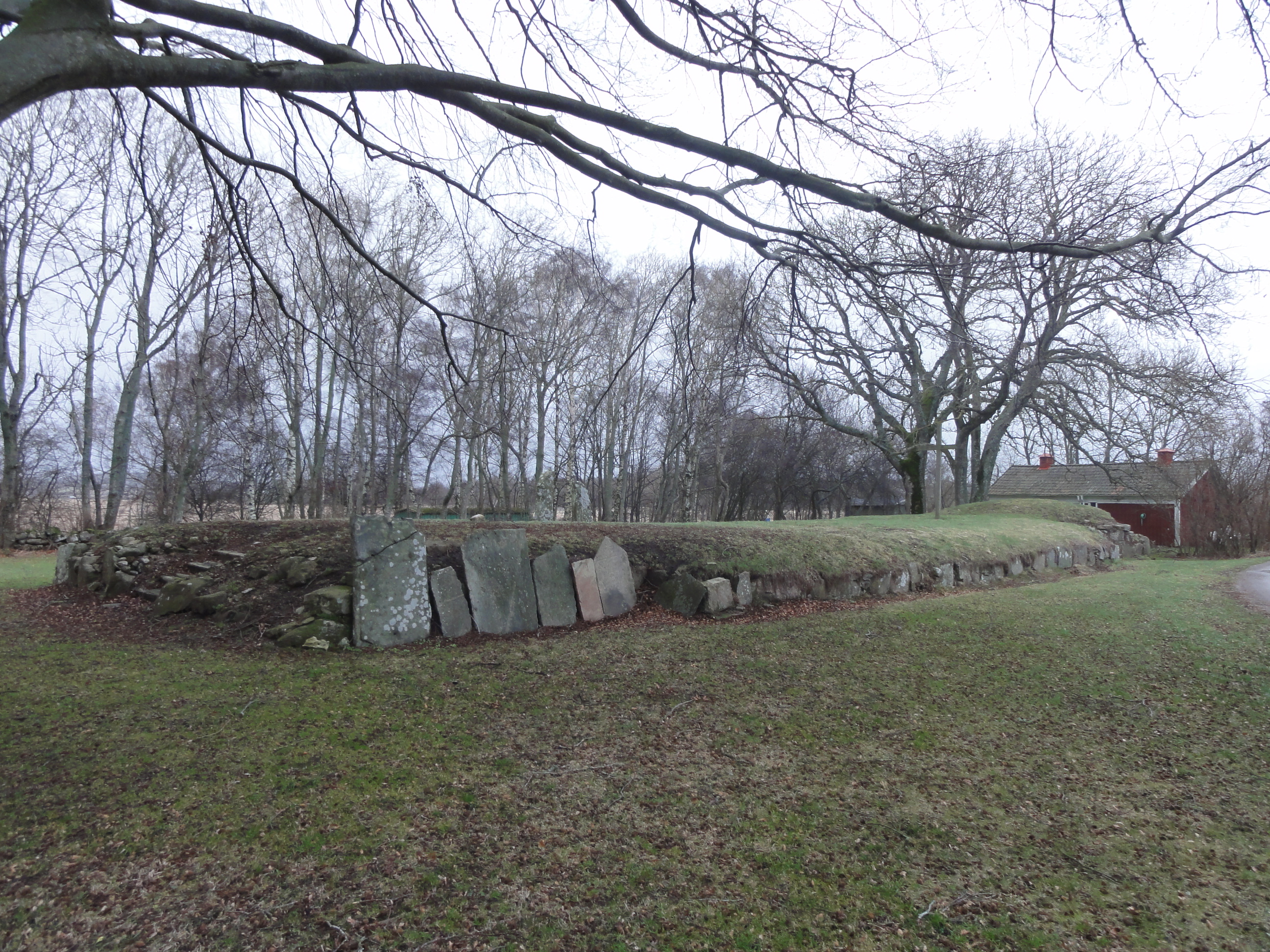
Platsen för den gamla kyrkan.
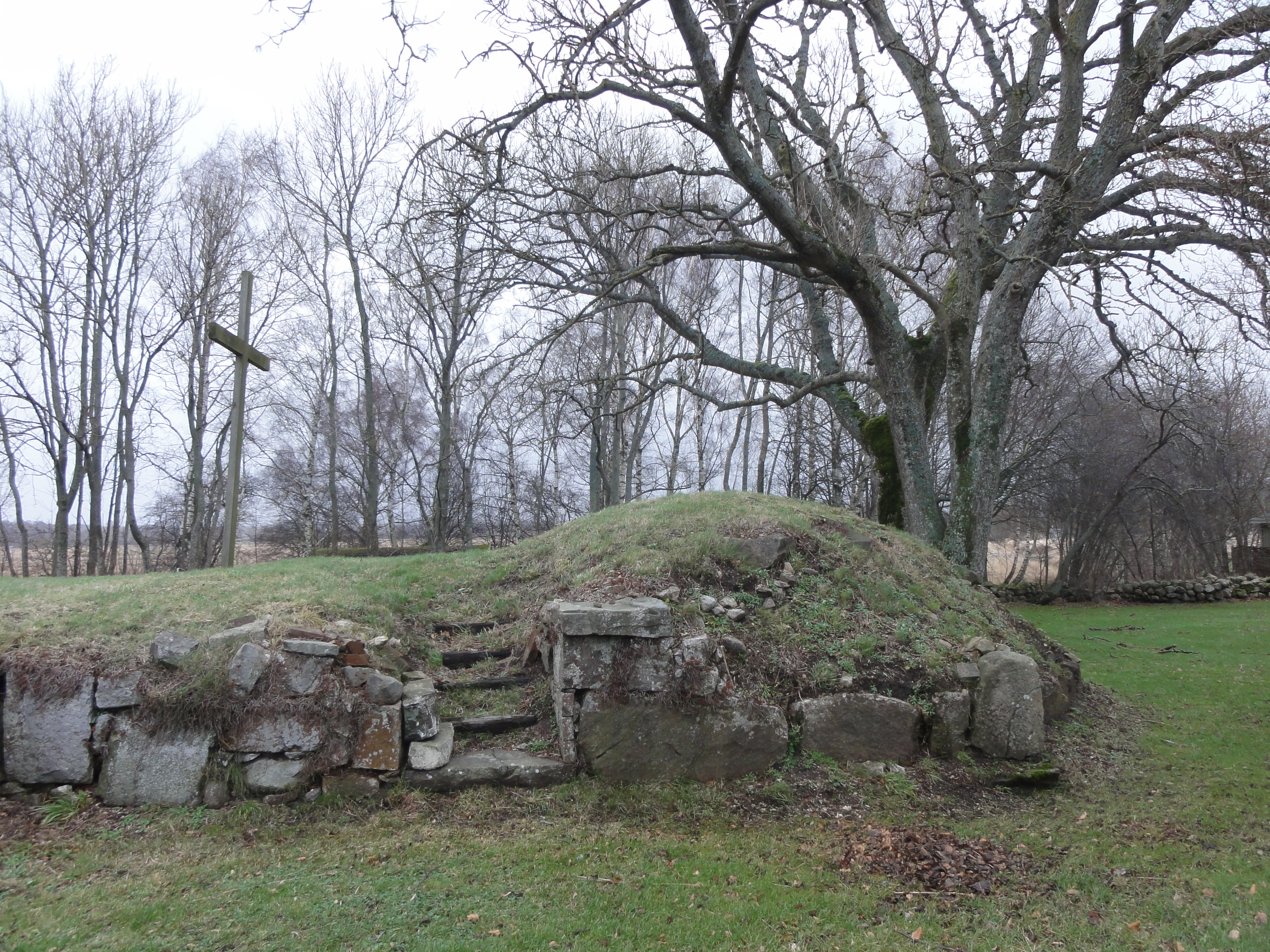

Träslövs sockens gamla kyrkplats ligger i anslutning till en senare uppförd skolbyggnad. Den gamla stenkyrkan, som var byggd i slutet av 1100-talet, revs 1851, när nuvarande kyrka uppfördes på annan plats. Kyrkplatsen iordningställdes 1930. De återstående gråstensmurarna är endast bevarade till de nedersta skiften. De konserverade mursträckningarna visar planformen för en romansk absidkyrka med sekundärt kyrktorn i väster - möjligtvis av senmedeltida datering. Väster om kyrktornet fanns ett vidbyggt vapenhus med ingång från söder. Lösfynd indikerar att kyrkan har haft senmedeltida valv. Flera av kyrkans inventarier förvaras i den nya kyrkan eller vid Varbergs museum. Kommendanten vid Varbergs fästning, Abraham Bandholtz (1690-1742), är begravd på kyrkogården.

## Dagens kyrka
Den nuvarande stenkyrkan uppfördes 1850 på en kulle, cirka två kilometer sydväst om den medeltida kyrkplatsen, av byggmästare från Sandhults socken. Kyrkan består av rektangulärt långhus med halvrunt korparti och kyrktorn. Ingång finns i väster samt mitt på långhusets nord- och sydsida. År 1966 tillkom en läktarunderbyggnad med olika smårum. 
Kyrkans vitputsade exteriör är tidstypisk med hörnpilastrar, obruten gesims och klassicerande omfattningar till ljudöppningar och portaler. Tornet kröns av flack huv med reslig lanternin. 
Det vida, vitputsade kyrkorummet täcks av ett trätunnvalv, artikulerat med ribbor. Interiören har ändrats och målats om ett flertal gånger. Vid renoveringen 1989 tog man fram en färgskala i empirstil bestående av vitt, guld, rött och blått.

## Inventarier

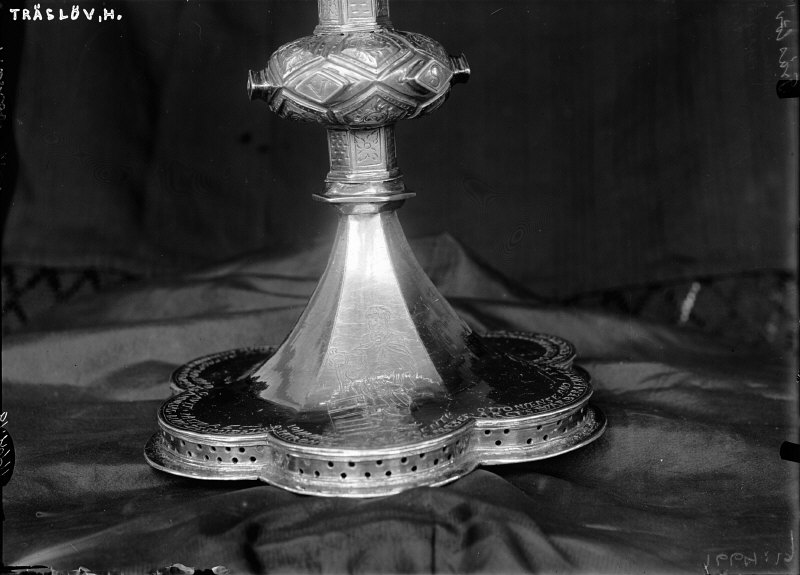
Detalj av nattvardskalkens fot

- Altaruppsats och predikstol är nyklassicistiska arbeten från 1800-talets andra hälft, vilket bidrar till kyrkorummets enhetliga stilkaraktär.
- Det stora altarkrucifixet införskaffades 1888 från Oberammergau av kyrkoherde Fehrman.
- En sjusidig dopfunt står i korets södra sida. Den tillverkades i början av 1600-talet och stod ursprungligen i gamla kyrkan. Den är skuren i ek, har snidade lister och är delvis målad i röd, svart, grön och vit kulör. Tidigare skulpturer är nu borttagna.
- Dopfatet tillverkades i Nürnberg under slutet av 1500-talet.
- Predikstolen med ljudtak är skulpterad i slutet av 1800-talet. Den har en bruten gråvit kulör med förgyllda detaljer.
- En förgylld nattvardskalk av silver är från 1581. På foten finns en graverad framställning av Sankt Lars på sitt järnhalster över glödande kol. Denne är kyrkans skyddshelgon.
- Kormattan är skänkt 1960 av Träslövs kyrkliga sykrets.

### Klockor
- Storklockan är omgjuten 1902. Diameter: 117,5 cm. Vikt: 1050 kg.
- Lillklockan är gjuten 1904. Diameter: 83 cm. Vikt: 370 kg.

### Orgel
Fasaden till 1858 års orgel, byggd av Johan Nikolaus Söderling, står kvar på läktaren. Verket har genomgått flera åtgärder såsom renovering 1876, ombyggnad 1887, större reparation 1907, installation av ny pedalklav 1918, reparation 1930 och ombyggnad 1966 utförd av Tostareds Kyrkorgelfabrik. Samma firma reparerade orgeln 1996 och renoverade, utökade och omdisponerade den 2007. Det mekaniska instrumentet har 23 stämmor fördelade på huvudverk, svällverk och pedal.

## Omgivningar
- Kyrkogårdens äldre del från 1850 omger kyrkan. Den yngre delen finns vid södra sidan av Träslövsvägen.
- Ett par hundra meter öster om kyrkan ligger pastorsexpeditionen och sydväst om kyrkan ligger församlingsgården.

## Bilder

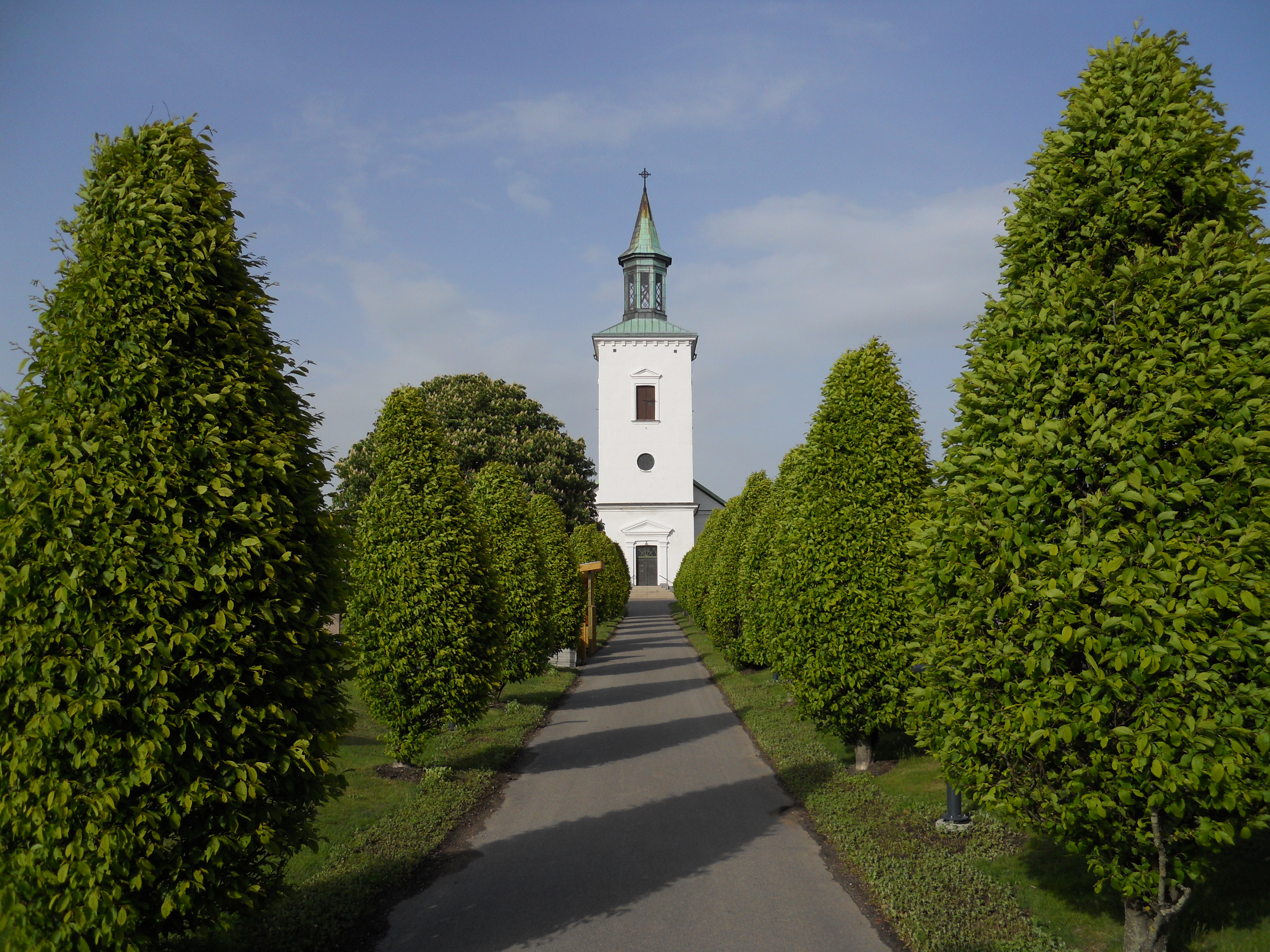
Träslövs kyrka med den allé som leder fram till porten.
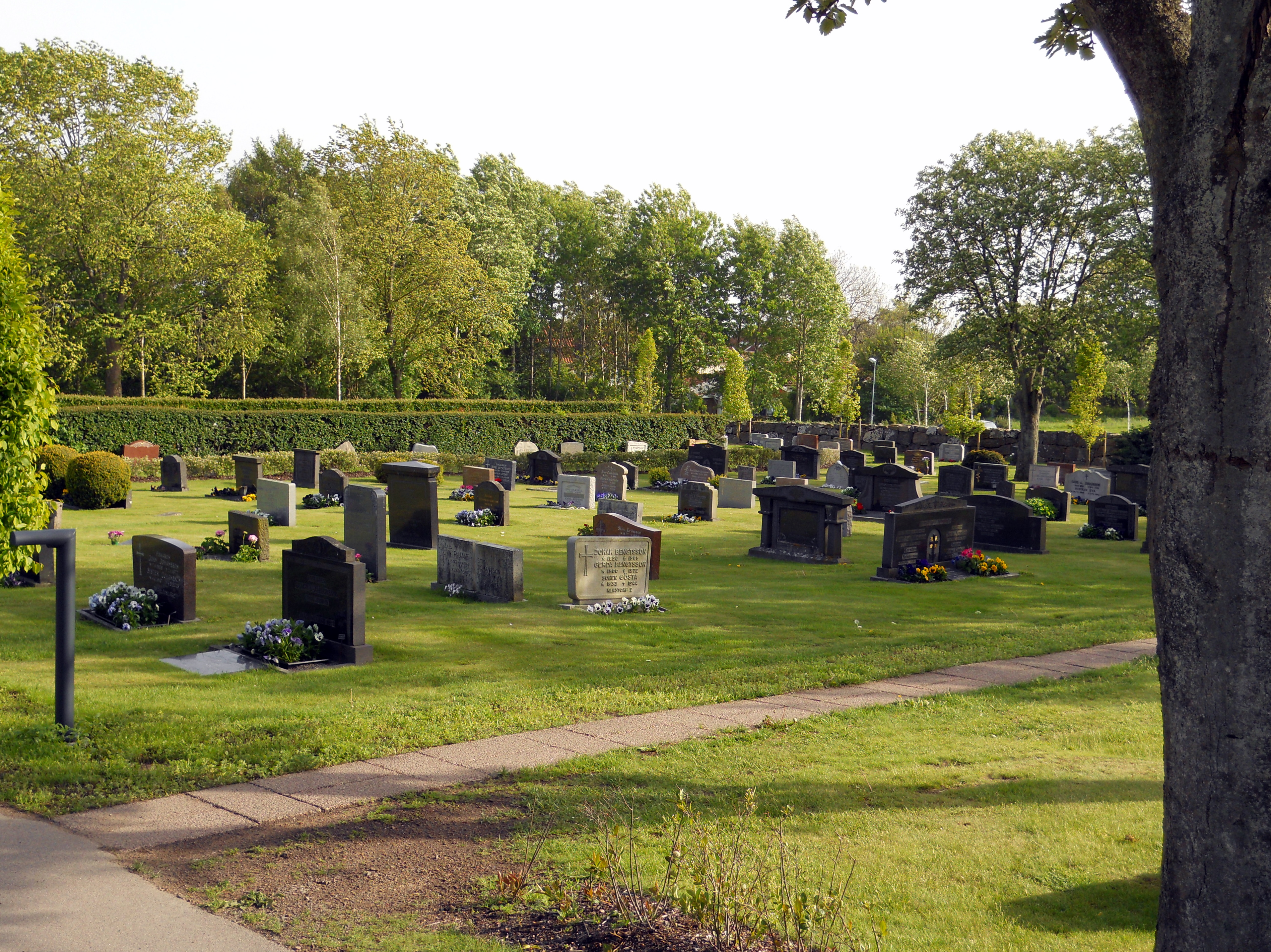
Den del av Träslövs kyrkogård som ligger på andra sidan av Träslövsvägen.
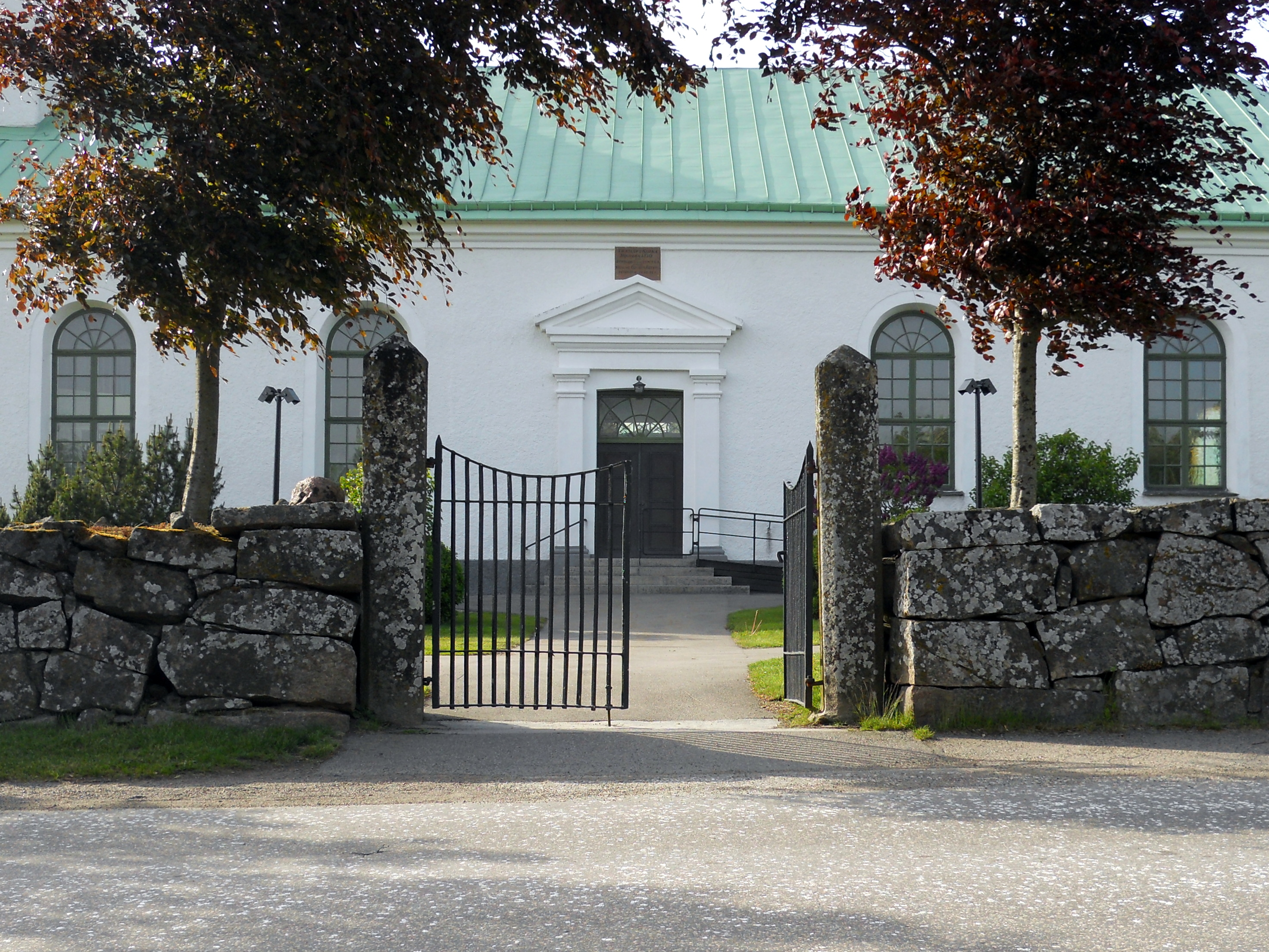
Grinden mot Träslövsvägen.